# ملادنوواتس (روستا)
ملادنوواتس (به صربی: Mladenovac) یک منطقهٔ مسکونی در صربستان است که در ملادنوواتس واقع شده‌است.